# Péfca
Péfca (em grego: Πεύκα; romaniz.: Péfca) é uma vila grega da unidade regional de Evros, no município de Alexandrópolis, na unidade municipal de Trajanópolis, na comunidade de Lutrós. Localizada numa atitude de 18 metros, próximo a ela estão as vilas de Lutrós e Etochóri. Segundo censo de 2011, têm 27 habitantes.